# ذا سوفرينغ (لعبة فيديو)
لعبة سوفرينغ (بالإنجليزية: The Suffering)‏ ، هي لعبة فيديو رعب نفسي ولعبة إطلاق النار، طورت من قبل شركة سوريل سوفت وير بالتعاون مع شركة ميدواي للألعاب سنة 2004م، تعمل بأنظمة بلاي ستيشن 2 و إكس بوكس و ويندوز.

## قصة مختصرة
يعاني بطل اللعبة من وسواس قهري، ويريد الهروب من السجن بكثرة انتشار ظاهرة الوحوش المقززة في انحاء بلدة ماريلاند، حيث يقوم البطل بالبحث عن خصمه الذي يطارده في ذهنه.

## وصلات خارجية
- الموقع الرسمي
 (archived from the original)
- The Suffering Development Post-Mortem by lead designer Richard Rouse III